# Sabine Becx
Sabine Becx (Tilburg, 17 augustus 1994) is een voormalig voetbalspeelster die o.a. uitkwam voor het dameselftal van PSV Eindhoven.
Op 18 mei 2012 kwam Becx bij de Ajax selectie met een contract voor een jaar. Na een jaar ging ze naar FC Utrecht. Na FC Utrecht ging ze spelen voor PSV Eindhoven.
Becx speelde ook bij het Nederlands Elftal O19 en eerder bij O17.